# Rebelles européens
Rebelles européens est un label discographique français, actif entre les années 1980 et 1994. 

## Histoire
Le label est fondé à Brest, en Bretagne, par Gaël Bodilis, un militant du Parti nationaliste français et européen,, et ex-agent artistique du groupe de RAC (rock anticommuniste) Brutal combat. Il constitue à l'époque de ses activités l'un des deux labels emblématiques de ce courant, le second étant le label allemand Rock-O-Rama Records, et a notamment produit les groupes Bunker 84 et Légion 88. Contrairement à Rock-O-Rama, qui se voulait apolitique, Rebelles européens a pour particularité sa ligne éditoriale située dans la mouvance politique d'extrême droite connue sous le nom de white power (pouvoir blanc), prônant la supériorité de la race blanche,,.
Le label sort son premier disque en 1987. Contrairement aux productions de Rock-O-Rama, les disques sortis chez Rebelles européens n'ont jamais été censurés et ce label est le premier à produire des disques de rock ouvertement nazis, comme par exemple le premier album du groupe No Remorse, This Time the World, en 1988. Les pochettes des disques publiés par le label étaient volontiers provocateurs, représentant notamment des croix gammées et des thèmes clairement racistes.
Entre 1987 et 1994, le label Rebelles européens a produit quarante-cinq disques 45 tours, trente disques 33 tours et cinq CD.

## Discographie

### Albums
- 1987 : Skin-Korps - Mister Clean
- 1987 : V/A Bunker 84/Légion 88/Skinkorps
- 1987 : Bunker 84 - Notre combat!
- 1988 : No Remorse - This Time the World
- 1988 : Légion 88 - Thule
- 1988 : V/A Bunker 84/No Remorse/Verde Bianco Rosso - Debout Vol. 2
- 1988 : Bunker 84 - Liberté!
- 1989 : Machtoc - Première foie
- 1989 : V/A Dirlewanger/Powerskins/Nouvelle croisade - Debout Vol. 3
- 1989 : Public Enemy - There is Only One Public Enemy
- 1989 : V/A Chauves Pourris/Lionheart/Guarda De Ferro - Debout Vol. 4
- 1989 : Verde Bianco Rosso - Europa
- 1989 : Kontingent 88 - Au Service de nos ancêtres
- 1989 : Lionheart - A New Beginning
- 1989 : Dirlewanger - Rocking for the Golden Race
- 1989 : V/A Public Enemy/No Remorse/Dirlewanger/Légion 88/Kontingent 88/Bunker 84/Chauves pourris/Lionheart/White Lightning/Verde biance rosso - 100 Birthday
- 1990 : Chauves Pourris - Jusqu'à la mort
- 1990 : Sturmtruppen - Es ist beit
- 1990 : Klasse Kriminale - Ci Incontreremo Ancora
- 1990 : Peggior Amico - Il leone ruggisce ancore
- 1990 : White Lightning - Destiny
- 1990 : Lionheart - Ride of the Valkyries
- 1990 : Noie Werte - Kraft für Deutschland
- 1990 : Dirlewanger - Unity of Honour
- 1991 : Verde Bianco Rosso - Radroni Del Mondo
- 1991 : Kontingent - Generations Futures
- 1991 : Open Season - Front Line Fighters
- 1991 : Public Enemy - Our Weapon Is Truth
- 1991 : Battle Zone - Nowhere to Hide
- 1991 : Paul Burnley and the 4th Reich - A Nation Reborn
- 1991 : Powerskin - Celtica Bianca Spada
- 1992 : Paul Burnley and the 4th Reich - Save the White Race
- 1992 : V/A White Noise/Division S/Verde Bianco Rosso - Debout Vol. 5
- 1992 : Ultime Assaut - Deliverance
- 1992 : Guarda De Ferro - G.D.F.
- 1992 : Soccer Hooleys - We Are the Soccer Hooleys
- 1992 : V/A British Standard/Close Shave/Grade One/English Rose/Razor's Edge/Paul Burnley & The 4th Reich - Last Chance
- 1992 : English Rose - Never Be Silenced
- 1992 : Dirlewanger - White Power Rock 'N' Roll
- 1992 : No Remorse/Dirlewanger - Desert Storm
- 1992 : Force de frappe - Orage mechanique
- 1994 : Nahkampf - Schutt und Asche
- 1994 : Skullhead - Victory or Valhalla
- 1994 : Division 250 - Sangre de conquistadores
- 1994 : Tolbiac's Toads : 1983-1987

### Singles
- Légion 88 - Terroristes
- Bunker 84 - Vieuxcontinent
- Brutal combat - 'Passe à L'oueste
- Bunker 84 - Victime des démocraties'
- Légion 88 - Terroristes/Vaincre (second pressage, limité à 300 exemplaires)
- Lionheart - Better Dead than Red
- Chauves pourris - 'Censure
- Peggior Amico - Copevole Di Essere Bianco
- Public Enemy - Waiting for the Storm/Saturday Night's Alright for Fighting (Reg 'Elton John' Dwight cover)
- Kontingent 88 - 1789/Mohamed
- No Remorse - Time Will Tell'/'Solly
- No Remorse - Smash The Reds'/Race Traitor
- Power Skins - Mittel Europa
- English Rose - Proud Nationalist Warriors
- Battlezone - Way of Death'/'National Sorrow
- Nouvelle Croisade - Tu aimeras
- Verde Bianco Rosso - Bionda Rossa E Nera
- Battlezone - Right to March'/'Squalor
- Public Enemy - For You'/'The Oath
- Lionheart - Sign of the Times
- Dirlewanger - Nigger Season'/'Proud of My Race
- Violent Storm - Land Of My Fathers
- Division S - Efter Revolutionen
- Public Enemy - Salute'/'White Nation Rock
- Légion 88 - Légion Blanche
- Ultima Thule - Havets Vargar
- Grade One - Hail the New Land
- Ultime Assaut - Paris
- Peggior Amico - Diritto Di Marciare
- Ovaltinees - British Justice E.P.
- Noie Werte - Kraft Fur Deutschland
- Battlezone - Nowhere to Hide
- Paul Burnley & The 4th Reich - A Nation Reborn
- No Remorse - This Time The World
- Ultima Thule - Svea Hjaltar
- Debout Vol. 6 - Oi Oi! Skins (Ovaltinees/Kontingent/Battlezone/Power Skins/Lionheart/Grade One/Légion 88/Chauves pourris/Vengeance/ABH/Diehards/Quick and the Dead)

### White League
- Public Enemy - There Is Only One Public Enemy
- Légion 88 - Thule
- 100 Birthday
- Dirlewanger - S/T
- Bunker 84 - Notre combat
- Kontingent 88 - Au service de nos ancêtres
- Public Enemy - Our Weapon is Thuth
- Légion 88/Open Season split 7"